# 麟洛鄉
22°39′02″N 120°31′38″E / 22.650586°N 120.527111°E

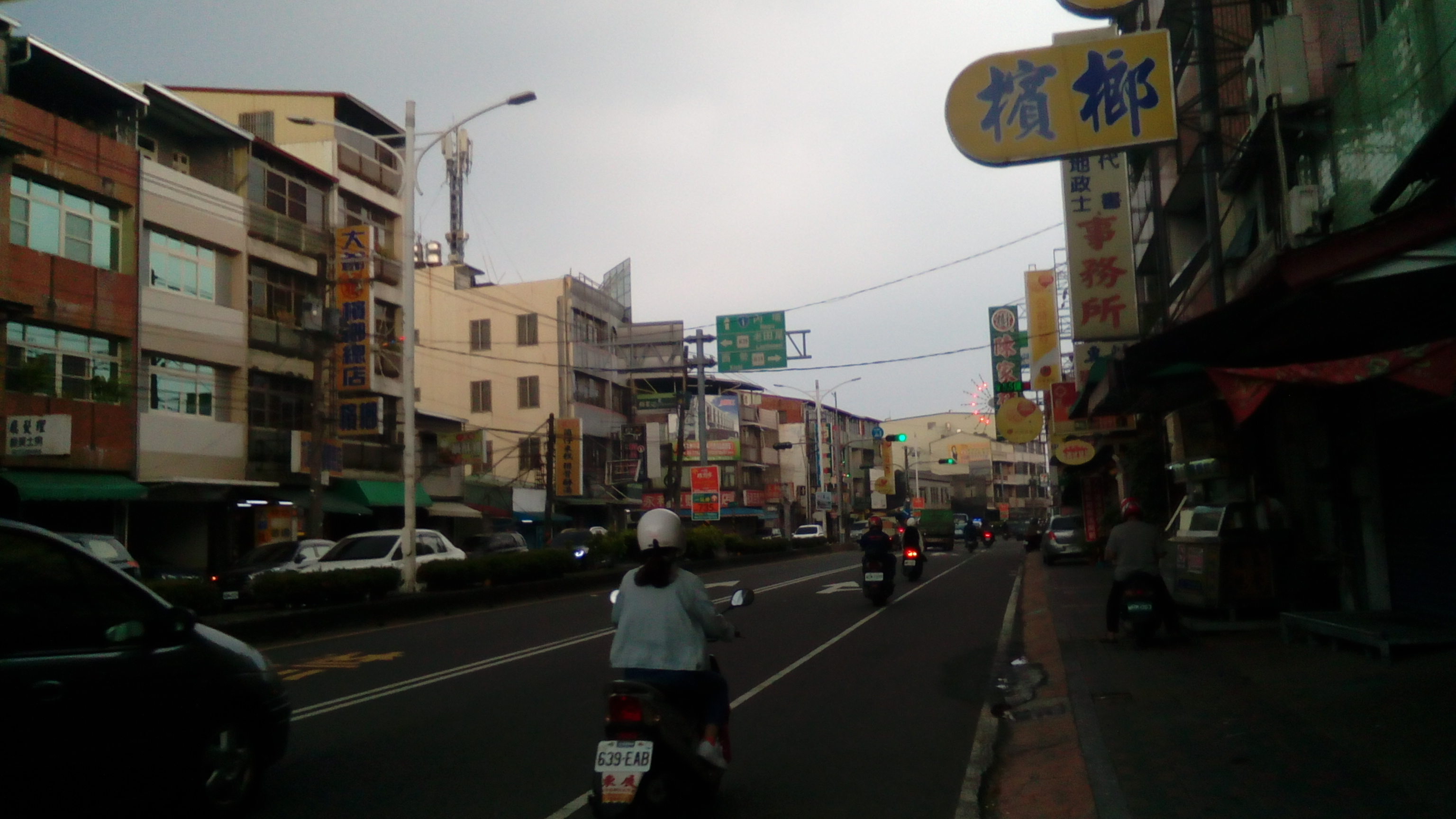
午後的麟洛鄉市區

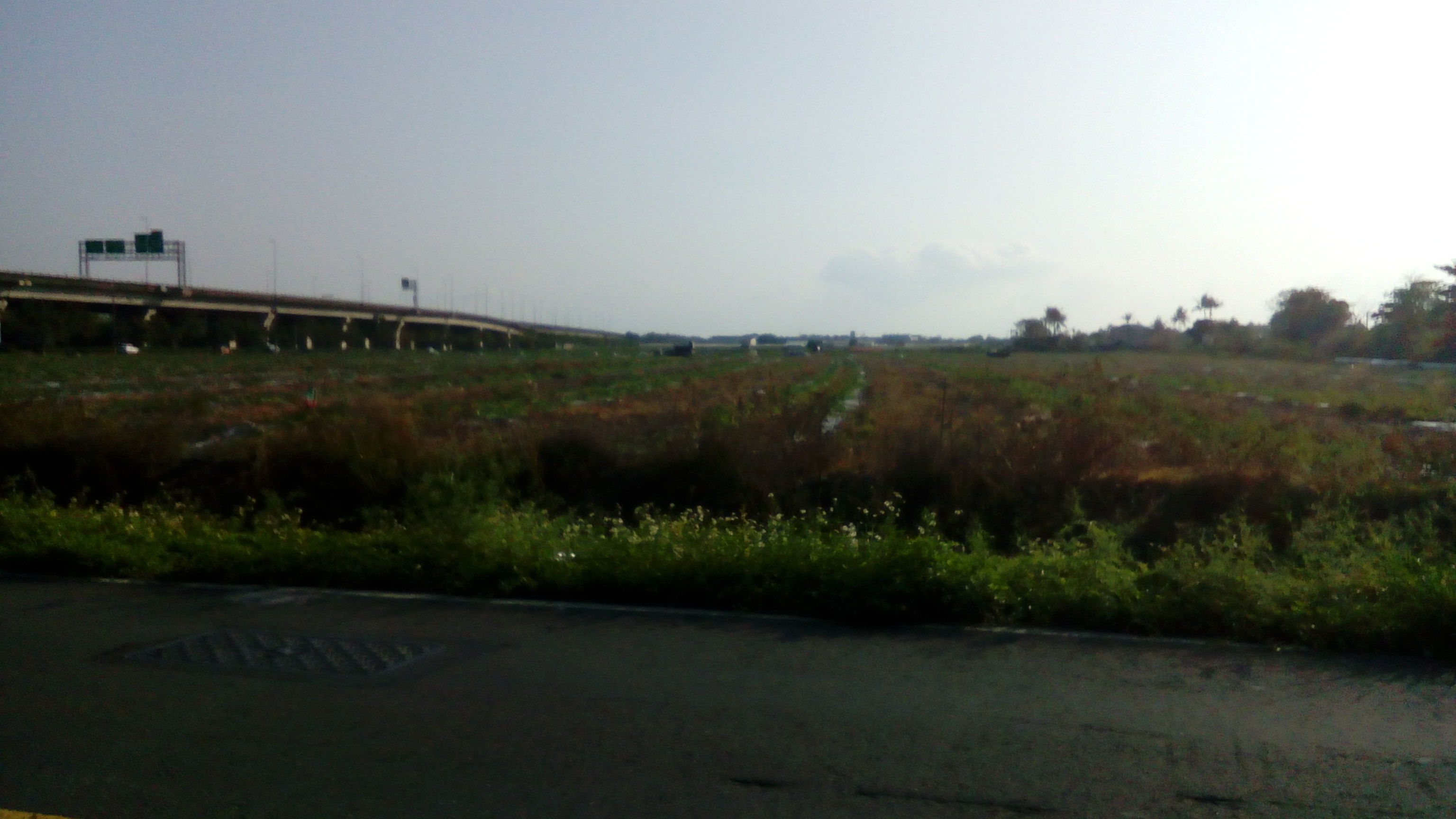
麟洛鄉的田園風光

麟洛鄉（臺灣客家語南四縣腔：linˇ log hiongˊ），舊稱「遴珞庄」:181、「麟樂庄」，位於臺灣屏東縣中部偏北，屏東平原中心地帶，西側緊鄰屏東市:23，為高雄都會區的衛星城市。該地屬於客家六堆中的前堆，境內居民主要為客家人，約佔全鄉總人口的87%，其他尚有閩南人、外省人、原住民及外籍移民等:23。

## 歷史
麟洛地區早期屬平埔原住民西拉雅族生活領域，可能當時有平埔「麟洛」社，清代記為「凌洛」。麟洛鄉與竹田、萬巒、內埔三鄉同時開墾，清康熙年間，即西元1698年前後，廣東省嘉應州徐俊良先賢來此一帶開墾，傳說在開設水圳時發現許多巨龜，所謂「有龜必有麟」乃象徵「麟趾呈祥」之兆，就取地名為「麟落莊」，後來改稱為「麟洛」。由濫濫庄溯上麟洛河而至麟洛再發展到竹架下庄，田心庄、老田尾庄等，幾乎全部為客家庄。

到了大正九年（1920年），本鄉地區與今長治鄉地區由阿緱廳直轄之麟洛區改名為高雄州屏東郡長興，戰後初期，改制為高雄縣屏東區長興鄉，1946年又被劃入「省轄屏東市」管轄，長興鄉被改制為屏東市的「長治區」。1950年10月1日，行政區域調整改隸屏東縣長治鄉。1951年4月25日，麟洛由長治鄉獨立出來，升格為「麟洛鄉」，下分7個村，即麟蹄村、麟頂村、麟趾村、田心村、田道村、田中村，新田村，全境面積16.26平方公里。

## 人口
根據屏東縣萬丹戶政事務所統計，2024年底麟洛鄉戶數約4.2千戶，人口約1萬人，鄉內人口最多與最少的村分別是麟趾村與田道村，2024年底兩村人口分別為2,809人與688人。

## 政治

### 歷任首長
- 第1.2屆馮信麟
- 第3屆徐雲祥
- 第4.5屆邱連輝
- 第6屆徐錦興
- 第7.8屆邱金皆
- 第9.10屆徐彩煥
- 第11.12屆吳國光
- 第13屆嚴永田
- 第14屆曾森財
- 第15.16屆李新煌
- 第17屆蔡志和
- 第17屆賴耀熙（代理）
- 第17屆蔡志和（復職）
- 第18.19屆鍾慶平

### 鄉政組織

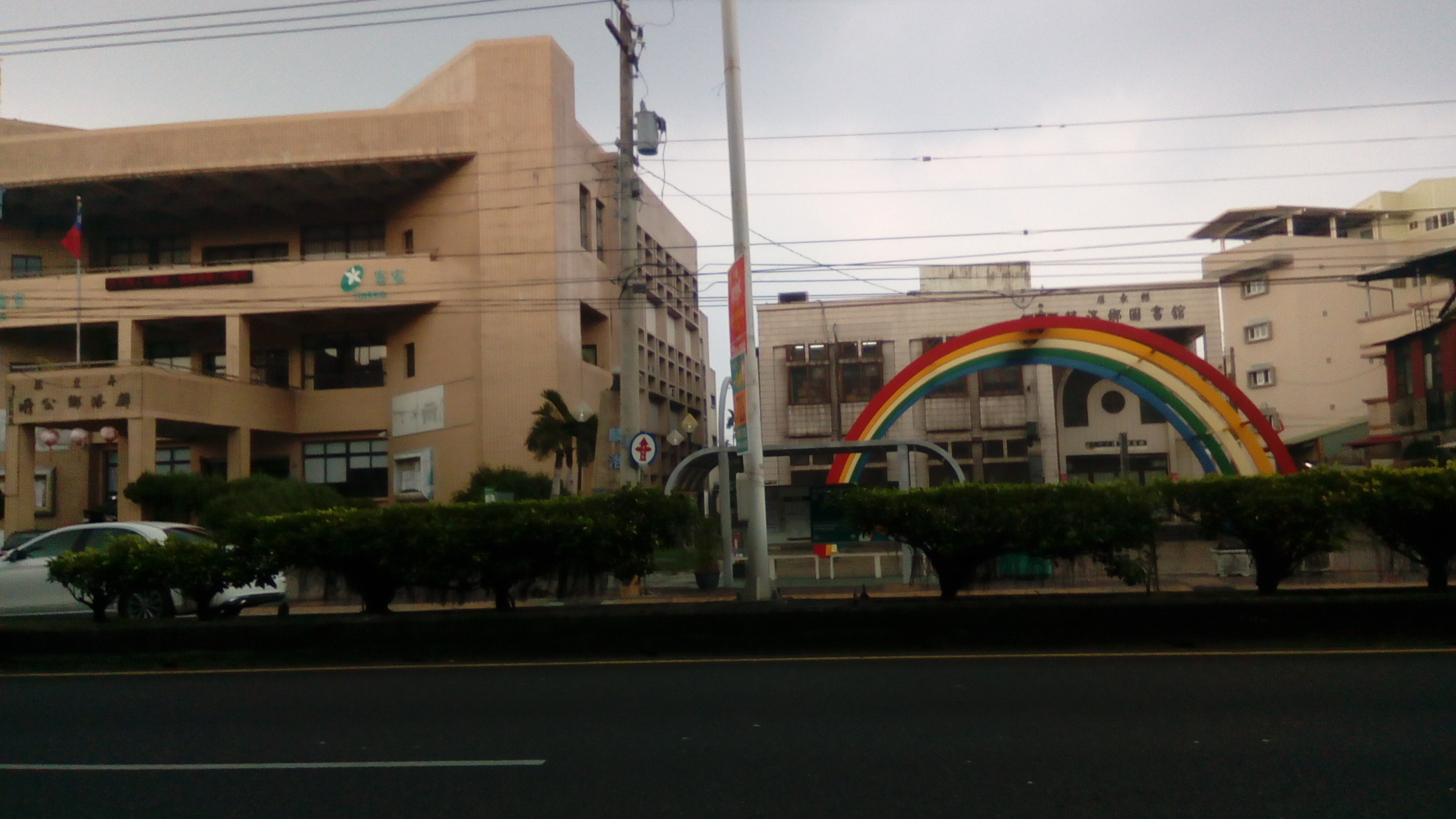
麟洛鄉公所

麟洛鄉公所是麟洛鄉最高層級的地方行政機關，在中華民國政府架構中為鄉自治的行政機關，同時負責執行縣政府及中央機關委辦事項。麟洛鄉的自治監督機關為屏東縣政府。鄉長由全體鄉民直接選舉產生，任期為四年，可連選連任一次。麟洛鄉公所並置鄉政會議，為鄉政最高決策機構，在鄉長之下，設有3課3室等6個內部單位及2個附屬機關。
麟洛鄉民代表會是麟洛鄉的最高民意機關，代表麟洛鄉全體鄉民立法和監察鄉政。鄉民代表由公民直選選出，任期為四年，可連選連任。麟洛鄉民代表會共有11位鄉民代表，分別為第一選區2席鄉民代表、第二選區3席鄉民代表、第三選區3席鄉民代表、第四選區3席鄉民代表，主席、副主席由11位鄉民代表互選產生。

### 行政區
現今麟洛鄉行政範圍的確立，來自於1951年4月25日，將麟洛等地由長治鄉獨立出來，升格為麟洛鄉，直隸於屏東縣。麟洛鄉的行政區劃轄有新田村、麟頂村、麟蹄村、麟趾村、田中村、田心村、田道村等7個村，共計112個鄰。
| 麟洛鄉行政區劃                                                |
| 田 道 村 田 心 村 田中村 麟趾村 麟 蹄 村 1 新 田 村 1：麟頂村 |

### 警政治安
- 屏東縣警察局屏東分局
  - 麟洛分駐所：屏東縣麟洛鄉中山路437號　Tel：(08)7221528

## 民俗活動
- 王爺奶奶回娘家

## 教育

### 國民中學
- 屏東縣立麟洛國民中學

### 國民小學
- 屏東縣麟洛鄉麟洛國民小學

## 交通

### 鐵路
臺灣鐵路公司
- 屏東線：麟洛車站

### 公路
國道
- 國道三號（福爾摩沙高速公路）
  - 麟洛交流道（407k）

省道
- 台1線

縣道
- 縣道187丙線

鄉道
- 屏37線
  - 屏37-1線
- 屏39線
- 屏43線
- 屏46線

### 客運
- 屏東客運
- 第一無線計程車總站

### 公共自行車
YouBike2.0系統於2023年2月1日正式營運，截至2025年7月18日於麟洛鄉內設置3處站點。

## 旅遊
- 田心生態教育園
- 濕地公園
- 麟洛運動公園

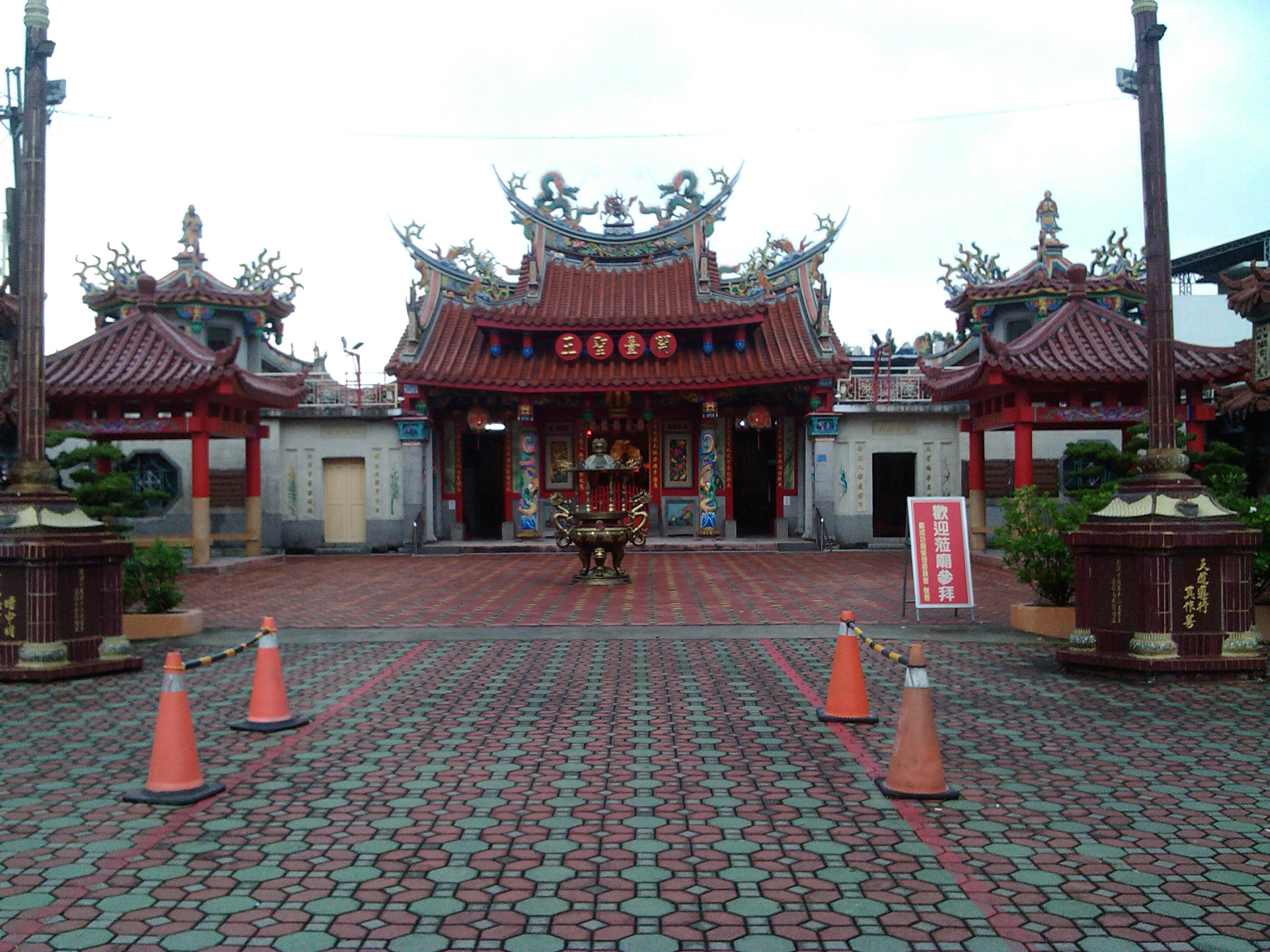
位於麟洛市區的鄭成功廟

- 鄭成功廟：也被稱為鄭王宮廟，首建於清光緒八年（1882年）
- 福聖宮：主祀天上聖母，創建於1925年
- 顯法寺
- 永興禪寺
- 麟洛戰俘營
- 麟洛自行車道（單車國道 麟洛段）

## 特產
- 香蕉
- 香檬
- 蓮霧
- 檳榔
- 媽祖廟（一村一座）
- 米食（米苔目、粄條等等..）

## 外部連結
- 屏東縣麟洛鄉公所（页面存档备份，存于）
- OpenStreetMap上有關麟洛鄉的地理